# PC Hawkeye's Busy Day
PC Hawkeye's Busy Day è un cortometraggio muto del 1911 diretto da Lewin Fitzhamon.

## Trama
Giornata piena per Occhio di falco che, sul treno, si trova ad avere a che fare con un allibratore, un campagnolo e alcuni giocatori d'azzardo.

## Produzione
Il film fu prodotto dalla Hepworth.

## Distribuzione
Distribuito dalla Hepworth, il film - un cortometraggio di 114,3 metri - uscì nelle sale cinematografiche britanniche nel maggio 1911.
Si conoscono pochi dati del film che, prodotto dalla Hepworth, fu distrutto nel 1924 dallo stesso produttore, Cecil M. Hepworth. Fallito, in gravissime difficoltà finanziarie, il produttore pensò in questo modo di poter almeno recuperare il nitrato d'argento della pellicola.